# Подвиды 2: Камень крови
«Подвиды 2: Камень крови» (англ. Bloodstone: Subspecies II) — кинофильм Теда Николау 1993 года.

## Сюжет
Злобный и беспощадный вампир Раду охотится на Мишель, желая сделать её своей любовницей. Но когда у Мишель оказывается «кровавый камень», принадлежащий роду вампиров, охота становится серьёзным делом. Мишель отправляется в Бухарест в надежде на помощь сестры, Бекки. Раду же обращается за помощью к «мамочке». В жестокой схватке Мишель придётся сделать нелёгкий выбор, ведь жизнь сестры теперь зависит только от неё.

## В ролях
- Андерс Хоув — Раду
- Дэнис Дафф — Мишель Морган
- Кевин Спиртас — Мел
- Мелани Шетнер — Ребекка Морган
- Майкл Дениш — Попеску
- Памела Гордон — Мама
- Йон Хайдук — Марин